# Erts (Andorra)
Erts is een dorp (Catalaans: quart) in de Andorrese parochie La Massana en telt 407 inwoners (2009). 
Het plaatsje bestaat voornamelijk uit donkere gebouwen, hetgeen contrasteert met de witte Sint-Romanuskerk. Het festa major wordt gevierd in de derde week van juli.

## Geografie
Erts ligt ten noordwesten van La Massana-stad, aan de samenvloeiing van de Riu de Pal en de Riu d'Arinsal. Even ten oosten van het dorpscentrum mondt ook het Canal dels Picons in de Riu d'Arinsal uit. Aan de oevers van de Riu de Pal ligt de begraafplaats, nabij de Pont de la Pixistella.

## Bezienswaardigheden
- De Sint-Romanuskerk (església de Sant Romà d'Erts) met klokkentoren
- Nabij de kerk zijn resten te zien van een vroegere laatelfde-eeuwse of vroegtwaalfde-eeuwse kerk.

Quarts: Anyós · Arinsal · Erts · L'Aldosa de la Massana · La Massana · Pal · Sispony

Andere kernen: El Pui · Escàs · Mas de Ribafeta · Puiol del Piu · Xixerella